# 12 avril 1950
Le mercredi 12 avril 1950 est le 102e jour de l'année 1950.

## Naissances
- Andreï Dobrovolski, réalisateur russe
- Clara López Obregón, femme politique colombienne
- David Cassidy (mort le 21 novembre 2017), acteur, compositeur et chanteur américain
- Flavio Briatore, industriel italien
- Georges Cipriani, militant d'Action directe
- Hervé Ladsous, diplomate français
- James Binney, astrophysicien britannique
- Jean-Marie Abgrall, médecin psychiatre, criminologue, spécialiste en médecine légale français
- Joyce Banda, femme politique malawite
- Julie Akofa Akoussah (morte le 24 avril 2007), chanteuse togolaise
- Patricia Gozzi, actrice
- Ryszard Bosek, joueur polonais de volley-ball
- Tom Werner, entrepreneur américain
- Yoshinaga Fujita, romancier et scénariste japonais

## Décès
- Axel Strøm (né le 12 octobre 1866), réalisateur danois
- Jacques du Luart (né le 1er septembre 1881), personnalité politique française
- Joseph Sweens (né le 22 mars 1858), missionnaire catholique hollandais
- Louis-Hippolyte Violette (né le 1er mai 1869), officier de marine français

## Événements
- Première traversée de la Manche en planeur entre Londres et Bruxelles réalisé par L. Welsh